# 宋詩鈔
《宋詩鈔》是宋代詩歌總集，有《宋詩鈔初集》、《宋詩鈔補》兩種。其中《宋诗钞初集》凡106卷，是清代黄宗羲、吳之振、吕留良、吳自牧编选，收诗12000余首。另有清代管庭芬、蔣光煦编《宋詩鈔補》八十六卷。
明代詩風明顯尊唐抑宋，“苟稱其人之詩為宋詩，無異唾罵”，宋詩開始受人注意，约在於明末。《宋诗钞》之前有李蓘《宋艺圃集》二十二卷和曹学佺《石倉宋诗选》一百零七卷。另外，萬曆年間潘是仁编有《宋元诗集》，选两宋诗人２６家，但苏舜钦、王安石、苏轼、黄庭坚等大家皆未入選，且是編在潘氏生前未编成。其友人鲍山在原书基础上續成，增加元朝诗人１９家。清初吳之振等人明末潘是仁编《宋元诗集》為底本，收集八十四家作品，以示“宋詩之長”。每家皆繫以小傳。《四库全书总目》指出，有十六家僅有目录，無內容，另孔平仲《清江集》亦未收录，故有十七家未收。翁方纲則批评《宋诗钞》“实有过于偏枯處”。
管庭芬與蔣光煦补选十六家，凡二千餘首，成為真正的百家之选。但補選絕大部分取自《宋詩紀事》、《宋百家詩存》的內容，照單全收，故價值不高。

## 版本

### 宋诗钞初集
- 康熙十年（1671年）三余堂藏版《宋詩鈔選》。
- 康熙十年（1671年）吳氏鑑古堂刻本。
- 康熙十一年辛亥，已佚[3]。
- 1914年上海涵芬楼影印本
- 1935年李宣龚校点商务印书馆《万有文库》（第二集）本。

### 宋诗钞补
- 1915年上海涵芬楼排印本
- 1984年中华书局版